# Unione Sportiva Triestina 1954-1955
Questa voce raccoglie le informazioni riguardanti l'Unione Sportiva Triestina nelle competizioni ufficiali della stagione 1954-1955.

## Rosa
| N. |                      | Ruolo | Calciatore        |
| -- | -------------------- | ----- | ----------------- |
|    | Italia (bandiera)    | P     | Narciso Soldan    |
|    | Italia (bandiera)    | P     | Antonio Nuciari   |
|    | Italia (bandiera)    | P     | Carlo Gergolet    |
|    | Italia (bandiera)    | D     | Carlo Belloni     |
|    | Italia (bandiera)    | D     | Renato Valenti    |
|    | Italia (bandiera)    | D     | Renato Toso       |
|    | Italia (bandiera)    | D     | Fulvio Varglien   |
|    | Italia (bandiera)    | C     | Francesco Petagna |
|    | Italia (bandiera)    | C     | Cesare Nay        |
|    | Argentina (bandiera) | C     | José Curti        |
|    | Italia (bandiera)    | C     | Gianfranco Ganzer |

| N. |                      | Ruolo | Calciatore           |
| -- | -------------------- | ----- | -------------------- |
|    | Italia (bandiera)    | C     | Umberto Meggiolaro   |
|    | Italia (bandiera)    | A     | Giuseppe Secchi      |
|    | Italia (bandiera)    | A     | Aldo Dorigo          |
|    | Italia (bandiera)    | A     | Arnaldo Lucentini    |
|    | Argentina (bandiera) | A     | Mario Sabbatella     |
|    | Danimarca (bandiera) | A     | Erling Sørensen      |
|    | Danimarca (bandiera) | A     | Per Jensen           |
|    | Italia (bandiera)    | A     | Dante Scala          |
|    | Italia (bandiera)    | A     | Aldo Campo Dall'Orto |
|    | Italia (bandiera)    | A     | Vincenzo Affinito    |

## Risultati

### Serie A

#### Girone di andata
| 19 settembre 1954 1ª giornata | Milan | 4 – 0 | Triestina |  |

| 26 settembre 1954 2ª giornata | Triestina | 1 – 0 | Pro Patria |  |

| 3 ottobre 1954 3ª giornata | Triestina | 3 – 1 | Sampdoria |  |

| 10 ottobre 1954 4ª giornata | Juventus | 1 – 2 | Triestina |  |

| 17 ottobre 1954 5ª giornata | Triestina | 0 – 0 | Udinese |  |

| 24 ottobre 1954 6ª giornata | Novara | 2 – 0 | Triestina |  |

| 31 ottobre 1954 7ª giornata | Triestina | 1 – 1 | Genoa |  |

| 7 novembre 1954 8ª giornata | Atalanta | 0 – 0 | Triestina |  |

| 14 novembre 1954 9ª giornata | Triestina | 1 – 1 | Catania |  |

| 21 novembre 1954 10ª giornata | Triestina | 0 – 2 | Napoli |  |

| 12 dicembre 1954 11ª giornata | Torino | 5 – 1 | Triestina |  |

| 19 dicembre 1954 12ª giornata | Triestina | 0 – 0 | Bologna |  |

| 26 dicembre 1954 13ª giornata | Roma | 2 – 0 | Triestina |  |

| 2 gennaio 1955 14ª giornata | Inter | 4 – 1 | Triestina |  |

| 6 gennaio 1955 15ª giornata | Triestina | 1 – 1 | SPAL |  |

| 23 gennaio 1955 16ª giornata | Lazio | 1 – 1 | Triestina |  |

| 30 gennaio 1955 17ª giornata | Fiorentina | 4 – 1 | Triestina |  |

#### Girone di ritorno
| 6 febbraio 1955 18ª giornata | Triestina | 4 – 3 | Milan |  |

| 13 febbraio 1955 19ª giornata | Pro Patria | 0 – 2 | Triestina |  |

| 20 febbraio 1955 20ª giornata | Sampdoria | 2 – 0 | Triestina |  |

| 27 febbraio 1955 21ª giornata | Triestina | 4 – 2 | Juventus |  |

| 6 marzo 1955 22ª giornata | Udinese | 1 – 1 | Triestina |  |

| 13 marzo 1955 23ª giornata | Triestina | 1 – 0 | Novara |  |

| 20 marzo 1955 24ª giornata | Genoa | 0 – 0 | Triestina |  |

| 3 aprile 1955 25ª giornata | Triestina | 3 – 1 | Atalanta |  |

| 10 aprile 1955 26ª giornata | Catania | 2 – 1 | Triestina |  |

| 17 aprile 1955 27ª giornata | Napoli | 4 – 0 | Triestina |  |

| 24 aprile 1955 28ª giornata | Triestina | 2 – 1 | Torino |  |

| 1 maggio 1955 29ª giornata | Bologna | 1 – 1 | Triestina |  |

| 8 maggio 1955 30ª giornata | Triestina | 0 – 0 | Roma |  |

| 15 maggio 1955 31ª giornata | Triestina | 0 – 1 | Inter |  |

| 5 giugno 1955 32ª giornata | SPAL | 1 – 0 | Triestina |  |

| 12 giugno 1955 33ª giornata | Triestina | 1 – 3 | Lazio |  |

| 19 giugno 1955 34ª giornata | Triestina | 1 – 1 | Fiorentina |  |

## Statistiche

### Statistiche di squadra
| Competizione | Punti | In casa | In casa | In casa | In casa | In casa | In casa | In trasferta | In trasferta | In trasferta | In trasferta | In trasferta | In trasferta | Totale | Totale | Totale | Totale | Totale | Totale | DR  |
| Competizione | Punti | G       | V       | N       | P       | Gf      | Gs      | G            | V            | N            | P            | Gf           | Gs           | G      | V      | N      | P      | Gf     | Gs     | DR  |
| ------------ | ----- | ------- | ------- | ------- | ------- | ------- | ------- | ------------ | ------------ | ------------ | ------------ | ------------ | ------------ | ------ | ------ | ------ | ------ | ------ | ------ | --- |
| Serie A      | 30    | 17      | 7       | 7       | 3       | 23      | 18      | 17           | 2            | 5            | 10           | 11           | 34           | 34     | 9      | 12     | 13     | 34     | 52     | -18 |

### Statistiche dei giocatori
| Giocatore        | Serie A  | Serie A |
| Giocatore        | Presenze | Reti    |
| ---------------- | -------- | ------- |
| V. Affinito      | 2        | 0       |
| C. Belloni       | 27       | 0       |
| A. Campodallorto | 2        | 0       |
| J. Curti         | 29       | 6       |
| A. Dorigo        | 31       | 3       |
| G. Ganzer        | 26       | 0       |
| C. Gergolet      | 3        | -5      |
| P. Jensen        | 14       | 3       |
| A. Lucentini     | 29       | 5       |
| U. Meggiolaro    | 4        | 0       |
| C. Nay           | 30       | 0       |
| A. Nuciari       | 4        | -3      |
| F. Petagna       | 30       | 0       |
| M. Sabbatella    | 23       | 6       |
| D. Scala         | 3        | 0       |
| G. Secchi        | 31       | 10      |
| E. Soerensen     | 15       | 0       |
| N. Soldan        | 27       | -44     |
| R. Toso          | 14       | 0       |
| R. Valenti       | 27       | 0       |
| F. Varglien      | 3        | 0       |